# بوينغ طراز 204
بوينغ طراز 204 طائرة مائية أمريكية بسطحين بنيت من قبل شركة بوينغ في عام 1929. من ناحية المنظر الخارجي، تبدو متطابقة مع بوينغ طراز 6 مع بعض من التغييرات الداخلية، بما في ذلك زيادة في سعتها إلى أربعة ركاب.
بدأ إنتاج خمس طائرات ولكن انتهى الأمر بإنتاج طائرتين فقط. بنيت الثالثة من قبل مالك خاص الذي اشترى الآت الطائرات الثلاثة الباقية. فيما بعد، اشترى بيتر بارنز الطائرات واستعملهم على خط سياتل-فيكتوريا في كولومبيا البريطانية الخاص به.
أصبح طراز سي-204 ثندربيرد أول طراز تنتجها شركة بوينغ الكندية هالتي قامت بتغير الجناح والذيل وآتقصت من مساحة الجناح. طار النموذج الأول في 30 آذار / مارس 1930 كأول دفعة من أربعة.ففشلت في بيعها بسهولة على الرغم من أنها كانت تؤجرها. في نهاية المطاف تم بيع ثلاثة منها. بقيت نشطة في كولومبيا البريطانية حتى عام 1939.

## طرازات الطائرة
204
أربعة مقاعد البديل من نموذج 6E. بني طائرة واحدة.
204A
كنموذج 204 بتحكم مزدوج. بني طائرة واحدة..
ج-204 ثندربيردبني أربع طائرات بواسطة كاندأير.

## المواصفات
مصدر البيانات: Bowers, 1966, pg. 138
الخصائص العامة
- طاقم العمل: one pilot
- السعة: four passengers
- الطول: 32 قدم 7 إنش (9.93 م)
- طول الجناح: 39 قدم 8.25 إنش (12.10 م)
- الأرتفاع: 12 قدم  إنش (3.66 م)
- منطقة الجناح: 470 قدم2 (43.66 م2)
- الوزن الفارغ: 3,298 رطل (1,496 كجم)
- الوزن الإجمالي: 4,940 رطل (2,240 كجم)
- المحرك: 1 × برات آند ويتني آر-1340 واسب, 410 حصان (305 كيلو وات) لكل

الأداء
- السرعة القصوى: 115 ميل/ساعة (185 كم/س)
- سرعة الأنطلاق: 95 ميل/ساعة (153 كم/س)
- المدى: 350 ميل (563 كم)
- الحد الأقصى للخدمة: 9,000 قدم (2,743 م)
- معدل الصعود: 1,000 قدم / دقيقة (5.1 م/ث)